# 罗伯特·卡戴珊
罗伯特·卡戴珊（英語：Robert George Kardashian，1944年2月22日—2003年9月30日）美国律师和商人，亚美尼亚裔美国人，在1995年辛普森案中作为辛普森的朋友和律师而知名。他与妻子克莉丝·詹纳有四个孩子，其中包括葛妮·卡戴珊、知名演员、模特金·卡戴珊、科勒·卡戴珊和小罗伯特·卡戴珊。